# Condition de rayonnement de Sommerfeld
Pour les articles homonymes, voir Condition, Rayonnement et Sommerfeld.
Pour l'équation de Helmholtz, Arnold Sommerfeld a défini en 1912 une condition de rayonnement comme suit : "Les sources doivent être des sources, pas des puits (sink) d'énergie. L'énergie rayonnée des sources doit se disperser à l'infini ; aucune énergie ne peut être rayonnée de l'infini vers… le domaine étudié."
Une solution de l'équation de Helmholtz dont le support inclut l'extérieur d'une sphère quelconque est appelée "rayonnante" si elle satisfait la condition de rayonnement de Sommerfeld.
{\displaystyle \lim _{|x|\to \infty }|x|^{\frac {m-1}{2}}\left({\frac {\partial }{\partial |x|}}-i\kappa \right)u(x)=0}
uniformément dans toutes les directions {\displaystyle {\hat {x}}={\frac {x}{|x|}}} où {\displaystyle m=2,3} est la dimension de l'espace.

## Référence
Sommerfeld a publié ses résultats dans l'article :
- A. Sommerfeld, Die Greensche Funktionen der Schwingungsgleichung, Jahresber. Deutsch. Math. Verein., 21 (1912), 309-353.